# Asterocalyx
Asterocalyx is een monotypisch geslacht van schimmels behorend tot de familie Sclerotiniaceae. Het bevat alleen de soort Asterocalyx ecuadorensis.